# Robert France
Pour les articles homonymes, voir France (homonymie).
Robert « Bob » Bertrand France, né le 8 octobre 1960 à la Jamaïque et mort le 15 février 2015 à Fort Collins, dans le Colorado, est un informaticien américain,.

## Biographie
Robert B. France est le fils aîné de Robert W. et Jeanette France. Après des études secondaires en Guyana, il a obtenu une licence ès sciences en sciences naturelles à l'université des Indes occidentales à Saint Augustine, Trinité-et-Tobago, se spécialisant en informatique et en mathématiques ; il a obtenu un diplôme de première classe en 1984. Il a ensuite fréquenté l'université Massey en Nouvelle-Zélande avec une bourse du Commonwealth,  et y a obtenu un doctorat en informatique en 1990. La même année, il épouse Sheriffa R. Soleyn à Saint-Vincent. Ils auront deux enfants, un fils et une fille. Ils émigrent ensemble aux États-Unis et s'installent ensuite à Fort Collins, au Colorado.
De 1990 à 1992, France a été associé de recherche postdoctoral à l'Institute for Advanced Computer Studies de l'Université du Maryland. De 1992 à 1997, il a été professeur assistant au département d'informatique et d'ingénierie de la Florida Atlantic University (FAU), titularisé en 1997-198. France a ensuite été nommé professeur associé de 1998 à 2004, puis professeur ordinaire à l'université d'État du Colorado au sein du département d'informatique. 
Ses recherches portent sur le développement de logiciels pilotés par les modèles, en particulier sur les langages formels de modélisation de logiciels et les outils d'analyse associés. Il a été cofondateur et rédacteur en chef de la revue Software and Systems Modeling de 1999 à 2015.
Robert France meurt après une brève maladie le 15 février 2015.

## Sélection de publications
- Andy Evans, Robert France, Kevin Lano et Bernhard Rumpe, « The UML as a formal modeling notation », dans International Conference on the Unified Modeling Language, Springer-Verlag, coll. « Lecture Notes in Computer Science » (no 1618), 1998, 336–348 p. (ISBN 978-3-540-66252-5, DOI 10.1007/978-3-540-48480-6_26, arXiv 1409.6919).
- Robert France, Dae-Kyoo Kim, Sudipto Ghosh et Eunjee Song, « A UML-based pattern specification technique », IEEE Transactions on Software Engineering, vol. 30,‎ mars 2004, p. 193–206 (DOI 10.1109/TSE.2004.1271174).
- Robert France et Bernhard Rumpe, « Model-driven development of complex software: A research roadmap », Future of Software Engineering (FOSE'07),‎ 23–25 mai 2007, p. 37–54 (ISBN 978-0-7695-2829-8, DOI 10.1109/FOSE.2007.14, arXiv 1409.6620).
- Gordon Blair, Nelly Bencomo et Robert B. France, « Models@ run.time », Computer, vol. 42,‎ octobre 2009, p. 22–27 (DOI 10.1109/MC.2009.326).

## Distinctions
En 2008, lors de la conférence MODELS 2008 on Model Driven Engineering Languages and Systems, Robert France et ses coauteurs Andy Evans, Kevin Lano et Bernhard Rumpe ont reçu le Ten Year Most Influential Paper Award pour leur article de 1998 « The UML as a Formal Modeling Notation ». 
En 2013, France a obtenu une chaire internationale de cinq ans à l'INRIA en France. 
Il a reçu un prix Dahl-Nygaard senior pour ses recherches, attribué par l'Association internationale pour les Technologies Objets (AITO) en 2014. 
La même année, il a aussi obtenu le titre de professeur lauréat de la Faculté des sciences de l'université d'État du Colorado,  et un prix d'excellence en science et technologie de l'Institute of Caribbean Studies.